# Мексико на Светском првенству у атлетици на отвореном 2011.
Мексико је на 13. Светском првенству у атлетици на отвореном 2011. одржаном у Тегу од 27. августа до 4. септембра, учествовао тринаести пут, односно учествовао је на свим првенствима до данас. Делегацију Мексика представљало је 10 такмичара (9 мушкараца и 1 жена) који су се такмичили у 6 дисциплина (5 мушких и 1 женска). Предводио их је брзи ходач Едер Санчез освајач бронзане медаље на последњем светском првенству. , 
На овом првенству спортисти Мексика нису освојили ниједну медаљу и нису се пласирали у финале у било којој дисциплини. Постављен је само један лични рекорд сезоне (ЛРС). Оваквим резултатима Мексико је у укупном успеху остао у групи земаља које су остале без медаља и које су се пласирале од 42 до 204. места.

## Учесници
| Мушкарци: - Хуан Карлос Ромеро — 10.000 м - Едер Санчез — 20 км ходање - Дијего Флорес — 20 км ходање - Орасио Нава — 20 км ходање - Едгар Ернандез — 50 км ходање - Омар Зепеда — 50 км ходање - Хосе Лејвер — 50 км ходање - Едгар Ривера — Скок увис - Ђовани Ланаро — Скок мотком | Жене: - Марија Гвадалупе Санчез — 20 км ходање |  |

## Резултати

### Мушкарци
| Атлетичар          | Дисциплина   | Лични рекорд | Група    | Група        | Полуфинале   | Полуфинале | Финале                | Финале        | Детаљи |
| Атлетичар          | Дисциплина   | Лични рекорд | Резултат | Место        | Резултат     | Место      | Резултат              | Место         | Детаљи |
| ------------------ | ------------ | ------------ | -------- | ------------ | ------------ | ---------- | --------------------- | ------------- | ------ |
| Хуан Карлос Ромеро | 10.000 м     | 27:47,46     |          |              |              |            | 29:38,38              | 16 / 16 (29)  |        |
| Едер Санчез        | 20 км ходање | 1:18:34      | 1:23:05  | 15 / 38 (46) |              |            |                       |               |        |
| Орасио Нава        | 20 км ходање | 1:22:15      | 1:24:15  | 20 / 28 (46) |              |            |                       |               |        |
| Дијего Флорес      | 20 км ходање | 1:23:53      | 1:30:00  | 35 / 38 (46) |              |            |                       |               |        |
| Едгар Ернандез     | 50 км ходање | 3:46:12      |          |              |              |            | 3:54:46 ЛРС           | 18 / 25 (45)  |        |
| Омар Зепеда        | 50 км ходање | 3:49:01      | 3:56:41  | 21 / 25 (45) |              |            |                       |               |        |
| Хосе Лејвер        | 50 км ходање | 3:52:33      | 3:55:37  | 19 / 25 (45) |              |            |                       |               |        |
| Едгар Ривера       | скок увис    | 2,28         | 2,21     | 15. у гр. Б  |              |            | Нису се квалификовали | =26 / 32 (34) |        |
| Јере Бургиус       | скок мотком  | 5,82         | 5,50     | 11. у гр. Б  | 21 / 26 (28) |            | Нису се квалификовали |               |        |

### Жене
| Атлетичарка    | Дисциплина   | Лични рекорд | Група    | Група | Полуфинале | Полуфинале | Финале           | Финале           | Детаљи |
| Атлетичарка    | Дисциплина   | Лични рекорд | Резултат | Место | Резултат   | Место      | Резултат         | Место            | Детаљи |
| -------------- | ------------ | ------------ | -------- | ----- | ---------- | ---------- | ---------------- | ---------------- | ------ |
| Сандра Ериксон | 20 км ходање | 1:30:49      |          |       |            |            | Дисквалификована | Дисквалификована |        |